# Azem Galica
Azem Bejta (Vushtrri, 10 de dezembro de 1889–Junik, 15 de julho de 1924), comumente conhecido como Azem Galica, foi um nacionalista albanês, combatente da resistência e rebelde que lutou pela unificação do Kosovo com a Albânia. Ele é conhecido por liderar o Movimento Kachak contra o Reino da Iugoslávia.

## Biografia
Azem Bejta nasceu em uma família pobre na aldeia de Galicë, na região mais ampla de Drenica, em dezembro de 1889. Ele era filho de Bejta Galica, um rebelde que morreu lutando contra o Império Otomano e as forças sérvias. Azem começou a lutar contra o Reino da Sérvia em 1912, opondo-se ao seu domínio no Kosovo.   

## Atividades iniciais

### Guerras Balcânicas
Azem Galica e os seus combatentes Kaçak resistiram à invasão sérvia do Kosovo durante as Guerras dos Balcãs e nas primeiras partes da Primeira Guerra Mundial. 

### Primeira Guerra Mundial
No inverno de 1915-1916, durante a Primeira Guerra Mundial, a Sérvia foi ocupada pela Bulgária e pela Áustria-Hungria depois que as Potências Centrais obtiveram uma vitória no Kosovo no final de novembro de 1915 - Azem Galica iniciou uma resistência armada contra os novos invasores.  Azem casou-se com Shote Galica naquele mesmo ano, e ela se juntou à sua unidade de lutadores. De 1915 a 1918, Azem opôs-se às forças austro-húngaras e búlgaras que ocuparam o Kosovo.   Os austríacos executaram os seus dois irmãos. 
No outono de 1918, Azem Galica e centenas dos seus homens forçaram a rendição de um regimento austríaco entre Mitrovica e Peja; O comandante sérvio Chetnik, Kosta Pećanac, chegou logo depois, e os dois líderes se reuniram nas aldeias de Pridoricë e Varagë e discutiram operações conjuntas contra os austríacos. Depois de fazer promessas vazias e falsas aos albaneses em nome do rei Petar, Kosta Pećanac e os seus homens partiram rapidamente para a Sérvia e nenhum acordo foi feito.      No entanto, a 15 de Outubro de 1918, Azem e os seus albaneses ocuparam Peja e capturaram o quartel austro-húngaro, que consistia em 4.000 soldados e 70 oficiais. Azem recebeu duas medalhas de um general francês por seus esforços.  

## Movimento Kachak

### Resistência contra a Iugoslávia (1919-1920)

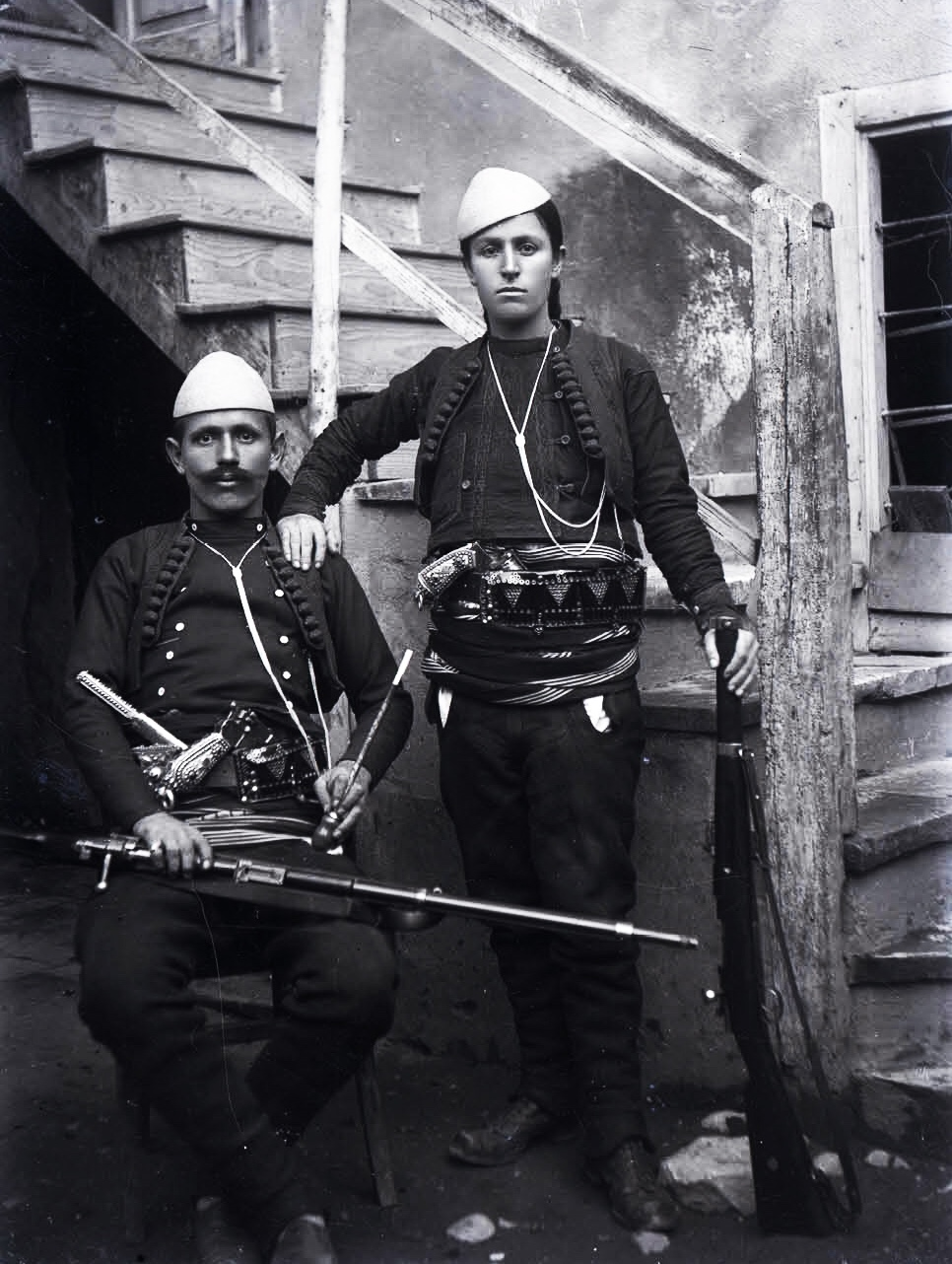
Azem Galica e sua esposa, Shote Galica, em Shkodër em 1920

No final de 1918, Azem comandava uma força de cerca de 2.000 combatentes.  No dia 29 de abril de 1919, houve um confronto perto de Rudnik, no distrito de Peja, entre as tropas sérvias e o bando de combatentes de Azem Galica, no qual os sérvios foram forçados a retirar-se da própria Peja, tendo deixado para trás 29 soldados mortos.  Em 6 de maio de 1919, um apelo do Comitê de Defesa do Kosovo para uma revolta geral resultou numa rebelião em grande escala, conhecida como Movimento Kachak, liderada por Azem Galica. Os mais conhecidos dos líderes Kachak foram Bajram Curri, Hasan Prishtina e Azem. O Comitê emitiu directrizes rigorosas aos seus Kachaks, instando-os a abster-se de ferir ou maltratar os eslavos locais e a abster-se de queimar casas ou igrejas.  
Azem e os outros líderes Kachak apresentaram uma série de exigências às autoridades sérvias: pediram ao Reino da Iugoslávia que parasse de matar albaneses, reconhecesse o direito dos albaneses do Kosovo ao autogoverno e parasse tanto o programa de colonização iugoslava do Kosovo como o ações militares das forças iugoslavas sob o pretexto do desarmamento. Solicitaram também que fossem abertas escolas albanesas, que a língua albanesa se tornasse uma língua administrativa oficial e que as famílias dos rebeldes albaneses deixassem de ser internadas pelas autoridades. Os iugoslavos responderam às tentativas de comunicação com violência crescente. 
Em novembro de 1920, as forças iugoslavas conseguiram reprimir uma rebelião na região de Drenica, e Azem e Shote Galica fugiram para Shkodra. 

### Ressurgimento do Movimento Kachak (1921-1923)
Em abril de 1921, Azem Galica regressou ao Kosovo para reavivar o Movimento Kachak.  Num acto calculado de provocação, o governo jugoslavo tinha internado as famílias dos suspeitos de Kachaks em campos no centro da Sérvia durante a Primavera de 1921, o que intensificou a resistência. Em julho de 1921, o Comitê do Kosovo apresentou um documento à Liga das Nações no qual relatava as atrocidades sérvias contra os albaneses e identificava as vítimas. Registaram que as forças sérvias mataram 12.371 pessoas no Kosovo, prenderam 22.110 e incendiaram cerca de 6.000 casas. 
A Zona Neutra de Junik foi estabelecida em novembro de 1921 pela autoridade da Liga das Nações após constantes disputas fronteiriças entre a Albânia e o Reino da Iugoslávia, a frequente intrusão militar do lado iugoslavo desde 1918 no lado albanês, bem como contínuas escaramuças entre os guerrilheiros albaneses e o exército iugoslavo.  O bando de Kachaks de Azem Galica usou a Zona Neutra de Junik como base, assim como a maioria dos outros bandos Kachak. Ele foi alojado por Tafë Hoxha, um morador local de Junik.  
Apesar da popularidade do Movimento Kachak entre os albaneses, ele não foi apenas combatido pelo governo iugoslavo, mas também por Ahmet Bej Zogu e seus apoiadores. Em 1922, Zog - que na altura era Ministro do Interior na Albânia e um conhecido opositor do Comitê do Kosovo, começou a desarmar as tribos albanesas das Terras Altas no norte do país, bem como aquelas dentro da Zona Neutra de Junik.  Zogu também deu ordens aos órgãos administrativos relevantes do estado para atacar a Zona Neutra e liquidar os Kachaks onde quer que os encontrassem, mas particularmente em Junik. 
Em março de 1922, Bajram Curri, Hasan Prishtina e Elez Isufi lideraram uma tentativa frustrada de derrubar Zog, que acabou se tornando o primeiro-ministro da Albânia em 2 de dezembro de 1922. Suas brigas com os líderes dos albaneses do Kosovo fizeram dele um oponente feroz do Movimento Kachak, e do Kosovo em particular. A ascensão de Zog ao poder resultou no fim do apoio governamental albanês ao Kosovo, e ele condenou Azem Galica à morte à revelia e gradualmente assassinou os líderes do Comitê do Kosovo.   Em janeiro de 1923, Curri e Prishtina lideraram outra tentativa malsucedida de derrubar Zog; entre estas duas tentativas frustradas, Zogu celebrou um acordo secreto com os iugoslavos, prometendo destruir os bandos Kachak entre outras coisas.  Azem Galica e sua força principal de cerca de 1.000 Kachaks foram traídos aos iugoslavos pelo regime de Zogu.  Em 1923, as forças de Zog, em coordenação com os iugoslavos, invadiram a Zona Neutra de Junik; os Kachaks deixaram a zona e avançaram para o Kosovo, e a área foi entregue aos iugoslavos.

### Morte e consequências
Além do controle da Zona Neutra de Junik, o Movimento Kachak conseguiu criar uma "zona franca" em Galica (cidade natal de Azem) e três aldeias próximas, chamada "Arberia e Vogel" (pequena Arberia). O reino iugoslavo, no entanto, não tinha intenção de deixar esta zona sobreviver, e com poder de fogo e número de tropas superiores moveram-se para Drenica. Eles conseguiram ferir gravemente Azem, que mais tarde morreu devido aos ferimentos. Seu último desejo foi que seu corpo não fosse encontrado pelos sérvios, e assim ele foi enterrado em uma caverna profunda em algum lugar de Drenica. Ele morreu em 15 de julho de 1924. 
Após o assassinato do patriota e ativista albanês Avni Rustemi por ordem de Zog, os líderes do Comitê do Kosovo mais uma vez tentaram derrubar Zog. Eles tiveram sucesso durante a Revolução de Junho de 1924, e o governo nacionalista progressista de Fan Noli foi instalado no lugar de Zog. No entanto, com a ajuda dos Jugoslavos, Zog conseguiu ascender mais uma vez ao poder em 24 de dezembro de 1924 e procedeu à supressão do Comitê do Kosovo e ao assassinato ou à força do exílio dos seus líderes. Estes patriotas albaneses eram apenas alguns dos activistas e figuras nacionalistas albaneses assassinados por ordem de Zog e do seu regime.  
A esposa de Azem, Shote, assumiu o controle do bando de combatentes Kachak de Azem após sua morte e continuou a lutar contra a ocupação iugoslava de Kosovo. Ela lutou ao lado de Bajram Curri em Has e Luma contra as tropas sérvias que apoiaram Zog durante seu retorno ao poder em dezembro de 1924, e continuou a liderar os combates no Kosovo até 1926, quando foi gravemente ferida e decidiu se mudar para a Albânia. Shote morreu na pobreza em 1927, cuidando dos órfãos deixados para trás por seus companheiros combatentes que foram mortos durante a resistência. Ela não recebeu nenhum apoio médico ou social do regime de Zog.  

## Legado
Como herói nacional, Galica sintetizou a resistência albanesa Kosovar.  A longo prazo, o assassinato de Galica e de muitos outros estimulou e deu o exemplo da resistência albanesa contra a repressão e a desigualdade no Kosovo. 